# عالق معك في المنتصف (أغنية)
عالق معك في المنتصف (بالإنجليزية: Stuck in the Middle with You)‏ أغنية لفريق «ستيلرز ويل» كتبها اثنين من أعضاء الفريق، الموسيقيان الاسكتلنديان جيري رافيرتي وجو إيغان. ظهرت الأغنية لأول مرة قام الفريق بأداء الأغنية على قناة بي بي سي ضمن برنامج «توب اوف ذي بوبس» في مايو 1973، وصعدت إلى المرتبة الثامنة على قائمة أفضل الأغاني الفردية في المملكة المتحدة. كما أصبحت نجاحًا عالميًا، حيث وصل إلى المركز السادس على قائمة الهوت بيلبورد 100.

## نظرة عامة
الأغنية تحكي قصة رافضة لحفل كوكتيل يحضره صناع الموسيقى كتبت وأديت على أنها محاكاة ساخرة لبارانويا بوب ديلان، وهو الشعور بالاضطهاد والشك (كان الانطباع الصوتي والموضوع والتصميم متشابهين للغاية، وقد نسب المستمعون الأغنية بشكل خاطئ إلى ديلان منذ إصدارها)
فوجئت الفرقة بنجاح الأغنية، حيث باعت الأغنية المنفردة أكثر من مليون نسخة، وبلغت ذروتها في النهاية في المرتبة السادسة على قائمة بيلبورد هوت 100 للولايات المتحدة، ورقم 8 في المملكة المتحدة، ورقم 2 في كندا. صنفتها بيلبورد على أنها الأغنية رقم 30 لعام 1973.

## طاقم العزف والتسجيل
- جو إيغان: غناء مساند وجيتار إيقاع ولوحة مفاتيح (كيبورد)
- جيري رافيرتي: غناء رئيسي وجيتار إيقاع
- بول بيلنيك: جيتار رئيسي
- توني ويليامز: جيتار باس
- رود كومبيس: طبول
- لوثر جروسفينور: غناء وجيتار وجيتار منزلق[4]

## نسخ أخرى من الأغنية
يوجد 60 نسخة مختلفة للأغنية من 1972 وحتى 2020. أشهر من قام بنسخ هذه الأغنية المغني الأمريكي ليف جاريت عام 1980، والمغنية البريطانية لويز Louise وصعدت بها للمركز الرابع على قائمة أفضل الأغاني في المملكة المتحدة 2001، وفريق البوب الأمريكي سان فيرمين San Fermin عام 2015.

## كلمات الأغنية
حسنًا، لا أعرف لماذا أتيت إلى هنا الليلة Well I don't know why I came here tonight
لقد شعرت أن شيئًا ما ليس صحيحًا I got the feeling that something ain't right
أنا خائف للغاية في حال سقطت من على كرسي I'm so scared in case I fall off my chair
وأنا أتساءل كيف سأنزل السلم And I'm wondering how I'll get down the stairs
مهرجون على يساري، مازحون على اليمين Clowns to the left of me, Jokers to the right
ها أنا ذا عالق معك في المنتصف Here I am stuck in the middle with you
نعم، أنا عالق معك في المنتصف Yes I'm stuck in the middle with you
وأتساءل ما الذي يجب أن أفعله And I'm wondering what it is I should do
من الصعب جدًا إبقاء هذه الابتسامة على وجهي It's so hard to keep this smile from my face
فقدان السيطرة، نعم، أنا في كل مكان Losing control, yeah, I'm all over the place
مهرجون على يساري، مازحون على اليمين Clowns to the left of me, jokers to the right
ها أنا ذا عالق معك في المنتصف Here I am, stuck in the middle with you
حسنًا، لقد بدأت بلا شيء Well you started out with nothing
وأنت فخور بأنك رجل عصامي And you're proud that you're a self made man
وأصدقائك، كلهم يأتون إليك زاحفين And your friends, they all come crawlin'
يصفعونك على الظهر ويقولون Slap you on the back and say
من فضلك من فضلك Please, please
أحاول ان اجد شيء له معنى Trying to make some sense of it all
لكن يمكنني أن أرى أن لا معنى لشيء على الإطلاق But I can see that it makes no sense at all
هل من المناسب النوم على الأرض Is it cool to go to sleep on the floor
لأنني لا أعتقد أنني أستطيع تحمل المزيد Cause I don't think that I can take anymore'
مهرجون على يساري، مازحون على اليمين Clowns to the left of me, jokers to the right
ها أنا ذا عالق معك في المنتصف Here I am, stuck in the middle with you

## وصلات خارجية
- عالق معك في المنتصف (أغنية) على موقع allmusic
- عالق معك في المنتصف (أغنية) على موقع youtube